# 불멸의 그대에게
《불멸의 그대에게》(일본어: 不滅のあなたへ 후메쓰노 아나타에[*])는 일본의 만화가인 오이마 요시토키(일본어: 大今良時)가 《목소리의 형태》 이후 2번째 장기 연재된 환상 만화 작품이다.

## 개요
불로불사의 육체와 물체의 성질을 베끼는 능력을 갖춘 '불사'라는 존재를 중심으로 그를 관찰하는 존재와 주변 인물들과의 만남, 그리고 이별이 그려진다.
주간 소년 매거진(코단샤)에서 2016년 50호부터 2025년 27호까지 연재했다.
2019년 제43회 코단샤 만화상 소년부문을 수상한 이력이 있다.
2020년 10월 애니메이션 방영이 계획되어 있었으나 코로나 19 감염병으로 연기되어, 2021년 4월 12일부터 8월 30일까지 NHK 교육 텔레비전에서 TV 애니메이션으로 방영되었다.

## 창작 계기
저자 오이마 요시토키는 어느날 할머니가 병으로 돌아가셨다는 사실을 알고 할머니를 그리워하며 이 작품을 구상했다고 한다.
연재 초반엔 동료와 작품의 이름을 어떻게 지을지 논의했으며, 실제로 여러 제목이 거론되었다고 한다. 하지만 동료와 논의하던 중에 '불멸의 그대에게'라는 이름의 호소력이 가장 강했고 동료도 그리 생각해 작품의 이름을 "불멸의 그대에게"로 짓게 되었다.

## 줄거리
불사는 최초에 지상에 던져진 '구체(球體)'였다.
가지고 있던 것은 '자극을 받은 생물의 모습으로 변할 수 있는 능력'과 '죽어도 재생할 수 있는 능력'이다.
구체에서 돌, 늑대, 그리고 소년으로 모습을 바꾸지만 아기와 다름없이 아무것도 알지 못한 채 헤맨다.
이윽고 만나는 사람들로부터 살아가는 법을 배우고 따뜻한 감정을 알게 되면서 인간을 모방해서 성장해 가는 불사.
숙명의 적인 노커와의 처절한 싸움, 소중한 사람과의 이별...
아픔을 견디면서 자신의 삶을 선택하고 강하게 살아가는 불사의 영원한 여행을 그린다.

## 등장인물
- 불사 (フシ)(성우: 카와시마 레이지)

이 작품의 주인공이다.
모든 대상에게 강한 자극을 받음으로써 그 대상의 모습과 성질을 모방하는 능력을 갖춘 구체.
처음에는 의식조차 없는 조그마한 구체였지만 시간이 지나며 구체에서 돌로, 돌에서 이끼로 모습을 변화해나간다. 나중엔 이끼 옆에 쓰러져 죽은 늑대를 베낀 것으로 생명체로서 의식이라는 것이 만들어졌다, 그 뒤 늑대의 주인이던 소년을 만나 온기라는 것을 처음으로 느끼고 소년의 죽음으로써 자극을 받아 소년의 모습으로 변하며 인간으로서 자아라는 것을 확립한다.
그 뒤 여러 시련을 이어가며 받은 자극을 여러 형태로 습득하였고 상황에 따라 적절한 모습으로 변화한다.
불사의 기본 형태는 소년의 모습이며 평상시와 같은 상황에는 모두 소년의 모습을 하고 가장 자신다운 모습이라 생각하고 있다.
주인공이 가지고 있는 능력으로는 자신에게 자극을 준 대상으로 변할 수 있는 능력, 무한한 신체 재생 능력, 다른 생물의 물리적인 아픔을 느끼는 능력, 자신이 획득한 대상을 무한정 복제할 수 있는 능력을 갖추고 있다.
- 관찰자 (観察者)(성우: 츠다 켄지로)

이 세계에 '구체'를 던져 그를 관찰하는 수수께끼의 존재이다. 작품 초반은 모습을 보이지 않고 이야기의 불분명한 부분을 보완하는 해설자 역할을 하지만 곧 실체를 드러내 노커와의 싸움에서 주인공에게 조언을 주었다. 이후 주인공이 위험할 때 종종 조언한다. 작중 예외적인 인물 몇 명을 빼곤 모습이 보이지 않고 만질 수도 없는 존재이다.
주인공 불사를 통해서 그의 존재가 주위의 여러 사람들에게도 알려졌고 여러 가지 애칭으로 불린다.
- 소년 (少年)(성우: 카와시마 레이지)

회백색 머리에 낙천가인 소년, 이름은 나오지 않는다.
주인공 불사가 처음으로 만난 사람이다. 5년 전 갑작스러운 빙하기로 마을에서 살기 힘들어지자 마을 사람들은 남쪽 능선 넘어 '낙원'으로 불리는 장소로 이주를 위한 여행을 준비한다. 소년도 마을 사람들과 함께 떠나길 원했지만, 소년이 키우던 늑대 조안의 만류로 몇 명의 노인들과 함께 마을에 남았다. 이후 “소년"을 제외한 노인들은 모두 죽고 자신이 키우던 조안마져 사라지자 외로움에 지쳐 혼잣말을 주고받으며 다부지게 행동하였다. 어느 날 주인공이 조안의 모습으로 다시 나타나자 매우 반가워하였다.
이후 자신도 어른들이 추구한 낙원에 가고 싶다는 속마음을 주인공에게 밝히며 주인공(늑대의 모습)과 낙원을 목표로 의미심장하게 여행을 떠난다. 얼마 안 가 마을 사람들이 남긴듯한 표석을 발견하곤 매우 기뻐하며 달려가지만 방심한 나머지 얼음계곡에 빠져버려 다리에 찰과상을 입는다.
그 후 간단한 치료를 마치고 계속해서 앞으로 나아가지만, 소년이 발견한 것은 '낙원'에 도착하지 못한 마을 사람들의 흔적과 그들이 남긴듯한 혈흔이 묻은 표석 그리고 수많은 무덤뿐이었다. 소년은 결국 정신적으로 무너지는 모습을 보이며 주인공에게 미안하다는 말과 함께 다시 고향으로 돌아가자며 발길을 돌린다. 하지만 소년이 여행 중 입었던 상처는 심한 감염을 일으켰고 집으로 돌아오는 과정에서 여러 차례 쓰러지며 주인공(늑대의 모습)의 도움으로 간신히 집으로 돌아온다.
집으로 돌아온 소년은 다리가 나으면 다시 낙원으로 도전하자는 말을 꺼내지만 이미 소년의 몸 상태는 한계였고 고열과 함께 매우 힘들어한다.
그 뒤 얼마 안 돼 곧 자기 죽음을 감지한 소년은 마을 사람들이 다시 돌아왔을 때 누운 채로 맞이하면 폼이 안 난다며 간신히 의자에 앉은 채로 주인공(늑대의 모습)에게 "자신을 줄곧 기억해 달라"는 마지막 부탁을 남기고 요절한다.
사후 소년의 영혼은 마을 사람들과 조안을 만나 낙원에 도착한다.
주인공에게는 사람으로서 처음으로 가치관과 목표를 만들어준 인물이다. 소년의 형태를 자기 자신이라 생각하는듯하며 작중 노커와의 싸움에서도 소년의 형태만큼은 지키려는 모습을 보인다. 주인공의 평상시 모습 또한 소년의 모습이다.
- 조안 (ジョアン)

"소년"이 키우던 렛시 늑대.
무슨 이유에서 소년의 곁을 떠났으며 상처를 입고 거센 눈보라를 헤치며 걷다 주인공(이끼 모습) 위에서 생을 마감한다. 주인공은 이후 늑대의 모습을 베끼며 생물로써 자아라는 것이 처음으로 만들어진다. 이야기가 전개되며 주인공이 후각과 빠른 속도가 필요할 때 자주 사용된다.
"조안"이라는 이름 또한 불사의 가명 중 하나이다.

## 애니메이션 회차

### 1기[2]
| 화수          | 일본어 자막/우리말 자막                     | 각본                   | 얼개그림                     | 연출                             | 작화 감독                                                                    | 방영일시                            | 원작 화수 |
| ------------- | ------------------------------------------- | ---------------------- | ---------------------------- | -------------------------------- | ---------------------------------------------------------------------------- | ----------------------------------- | --------- |
| 1화           | 最後のひとり 최후의 한 사람                 | 후지타 신조 (藤田伸三) | 무라타 마사히코 (村田雅彦)   | 무라타 마사히코 (村田雅彦)       | 야부노 코지 (薮野浩二)                                                       | : 2021년 4월 12일 : 2021년 4월 14일 | 1권 1화   |
| 2화           | おとなしくない少女 어른스럽지 않은 소녀     | 후지타 신조 (藤田伸三) | 무라타 마사히코 (村田雅彦)   | 무라타 마사히코 (村田雅彦)       | 마츠모토 켄타로 (松本健太郎)                                                 | : 2021년 4월 19일 : 2021년 4월 21일 | 1권 2화   |
| 3화           | 小さな進化 작은 진화                        | 후지타 신조 (藤田伸三) | 무라타 마사히코 (村田雅彦)   | 야마우치 토미오 (山内東生雄)     | 야마카와 타쿠미 (山川拓己)                                                   | : 2021년 4월 26일 : 2021년 4월 28일 | 1권 4화   |
| 4화           | 大きな器 커다란 그릇                        | 후지타 신조 (藤田伸三) | 아이자와 카게츠 (相澤伽月)   | 야마우치 토미오 (山内東生雄)     | 혼다 타카토시 (本多孝敏)                                                     | : 2021년 5월 3일 : 2021년 5월 5일   | 2권 7화   |
| 5화           | 共にゆく人 함께 가는 이                     | 후지타 신조 (藤田伸三) | 무라타 마사히코 (村田雅彦)   | 무라타 마사히코 (村田雅彦)       | 야부노 코지 (松本健太郎) 마츠모토 켄타로 (松本健太郎)                        | : 2021년 5월 3일 : 2021년 5월 5일   | 2권 11화  |
| 6화           | 私たちの目的 우리의 목적                    | 후지타 신조 (藤田伸三) | 이사무 유메 (勇夢)           | 야마우치 토미오 (山内東生雄)     | 시부야 카즈히코 (渋谷一彦)                                                   | : 2021년 5월 17일 : 2021년 5월 19일 | 2권 13화  |
| 7화           | 変わりたい少年 변하고 싶은 소년             | 후지타 신조 (藤田伸三) | 무라타 마사히코 (村田雅彦)   | 무라타 마사히코 (村田雅彦)       | 야마카와 타쿠미 (山川拓己)                                                   | : 2021년 5월 24일 : 2021년 5월 26일 | 3권 14화  |
| 8화           | 怪物兄弟 괴물 형제                          | 후지타 신조 (藤田伸三) | 고토 케이지 (後藤圭二)       | 오가와 하루토 (小川治人)         | 마츠모토 켄타로 (松本健太郎)                                                 | : 2021년 5월 31일 : 2021년 6월 2일  | 3권 15화  |
| 9화           | 深い記憶 깊은 기억                          | 후지타 신조 (藤田伸三) | 오오하라 미노루 (大原実)     | 야마우치 토미오 (山内東生雄)     | 야마카와 타쿠미 (山川拓己) 시부야 카즈히코 (渋谷一彦)                        | : 2021년 6월 7일 : 2021년 6월 9일   | 3권 19화  |
| 10화          | 新しい家族 새로운 가족                      | 후지타 신조 (藤田伸三) | 고토 케이지 (後藤圭二)       | 후지이 타카후미 (ふじいたかふみ) | 아이사카 나오키 (相坂ナオキ)                                                 | : 2021년 6월 14일 : 2021년 6월 16일 | 3권 24화  |
| 11화          | 過去からの贈り物 과거로부터 온 선물         | 후지타 신조 (藤田伸三) | 무라타 마사히코 (村田雅彦)   | 무라타 마사히코 (村田雅彦)       | 마츠모토 켄타로 (松本健太郎)                                                 | : 2021년 6월 21일 : 2021년 6월 23일 | 4권 27화  |
| 12화          | 目覚め 자각                                 | 후지타 신조 (藤田伸三) | 무라타 마사히코 (村田雅彦)   | 무라타 마사히코 (村田雅彦)       | 야부노 코지 (薮野浩二)                                                       | : 2021년 6월 28일 : 2021년 6월 30일 | 4권 31화  |
| Special       | フシの旅路 불사의 여정                      | -                      | -                            | -                                | -                                                                            | : 2021년 7월 5일 : 미방영           |           |
| 13화          | 高みへの意志 더 높은 곳을 향한 의지         | 후지타 신조 (藤田伸三) | 무라타 마사히코 (村田雅彦)   | 오오시로 미유키 (大城美幸)       | 니시카와 에나 (西川絵奈) 하야마 켄지 (羽山賢二) 카와조에 마사카즈 (川添政和) | : 2021년 7월 12일 : 2021년 7월 14일 | 4권 33화  |
| 14화          | 自由の島・ジャナンダ 자유의 섬・자난다      | 후지타 신조 (藤田伸三) | 오오조라 마사키 (大宙征基)   | 야마우치 토미오 (山内東生雄)     | 시부야 카즈히코 (渋谷一彦)                                                   | : 2021년 7월 19일 : 2021년 7월 21일 | 5권 36화  |
| 15화          | トナリという名の少女 토나리라는 이름의 소녀 | 후지타 신조 (藤田伸三) | 오오조라 마사키 (大宙征基)   | 오가미 히로노리 (尾上晧紀)       | 야마카와 타쿠미 (山川拓己)                                                   | : 2021년 7월 26일 : 2021년 7월 28일 | 5권 40화  |
| 16화          | 子どもたちの夢 아이들의 꿈                  | 후지타 신조 (藤田伸三) | 무라타 마사히코 (むらた雅彦) | 야마우치 토미오 (山内東生雄)     | 마츠모토 켄타로 (松本健太郎)                                                 | : 2021년 8월 2일 : 2021년 8월 4일   | 5권 42화  |
| 17화          | 先覚者 선각자                               | 후지타 신조 (藤田伸三) | 오오하라 미노루 (大原実)     | 후지이 타카후미                  | 아이사카 나오키 (相坂ナオキ)                                                 | : 2021년 8월 9일 : 2021년 8월 11일  | 5권 44화  |
| 18화          | 進み行くために 나아가기 위해서              | 후지타 신조 (藤田伸三) | 오오조라 마사키 (大宙征基)   | 사누마 켄 (佐沼ケン)             | 미즈타케 슈지 (水竹修治) 시부야 카즈히코 (渋谷一彦)                          | : 2021년 8월 16일 : 2021년 8월 18일 | 6권 49화  |
| 19화          | さまよう殺意 방황하는 살의                  | 후지타 신조 (藤田伸三) | 무라타 마사히코 (村田雅彦)   | 무라타 마사히코 (村田雅彦)       | 야마카와 타쿠미 (山川拓己) 마츠모토 켄타로 (松本健太郎)                      | : 2021년 8월 23일 : 2021년 8월 25일 | 6권 50화  |
| 마지막 화(20) | 残響 잔향                                   | 후지타 신조 (藤田伸三) | 무라타 마사히코 (村田雅彦)   | 무라타 마사히코 (村田雅彦)       | 야부노 코지 (薮野浩二)                                                       | : 2021년 8월 30일 : 2021년 9월 1일  | 6권 54화  |

### 2기
| 화수          | 일본어 자막/우리말 자막                 | 각본 | 얼개그림 | 연출 | 작화 감독 | 방영일시                              | 원작 화수  |
| ------------- | --------------------------------------- | ---- | -------- | ---- | --------- | ------------------------------------- | ---------- |
| 1화           | 転生する愛執 이어지는 정념              |      |          |      |           | : 2022년 10월 23일 : 2022년 10월 26일 | 7권 56화   |
| 2화           | 鼓動する遺言 고동치는 유언              |      |          |      |           | : 2022년 10월 30일 : 2022년 11월 2일  | 7권 59화   |
| 3화           | 待ち望まれた者 모두가 바라던 이         |      |          |      |           | : 2022년 11월 6일 : 2022년 11월 9일   | 7권 62화   |
| 4화           | 視える青年 보이는 청년                  |      |          |      |           | : 2022년 11월 13일 : 2022년 11월 16일 | 7권 64화   |
| 5화           | 聖者の遠征 성자의 원정                  |      |          |      |           | : 2022년 11월 20일 : 2022년 11월 23일 | 8권 67화   |
| 6화           | 異端の徒이단의 무리                     |      |          |      |           | : 2022년 11월 27일 : 2022년 11월 30일 | 8권 71화   |
| 7화           | 罰とゆるし벌과 용서                     |      |          |      |           | : 2022년 12월 4일 : 2022년 12월 7일   | 9권 75화   |
| 8화           | 夢の先꿈을 넘어                         |      |          |      |           | : 2022년 12월 11일 : 2022년 12월 14일 | 9권 76화   |
| 9화           | 拡がる意識확장되는 의식                 |      |          |      |           | : 2022년 12월 18일 : 2022년 12월 21일 | 9권 81화   |
| 10화          | 共鳴공명                                |      |          |      |           | : 2022년 12월 25일 : 2022년 12월 28일 | 9권 84화   |
| 11화          | 肉の価値육체의 가치                     |      |          |      |           | : 2023년 1월 8일 : 2023년 1월 11일    | 10권 87화  |
| 12화          | ベールが秘めるもの베일이 감추고 있는 것 |      |          |      |           | : 2023년 1월 15일 : 2023년 1월 18일   | 10권 89화  |
| 13화          | 賢者の正体현자의 정체                   |      |          |      |           | : 2023년 1월 22일 : 2023년 1월 25일   | 10권 91화  |
| 14화          | 再生の朝재생의 아침                     |      |          |      |           | : 2023년 1월 29일 : 2023년 2월 1일    | 10권 94화  |
| 15화          | 摩耗する自我마모되는 자아               |      |          |      |           | : 2023년 2월 5일 : 2023년 2월 8일     | 11권 97화  |
| 16화          | 不滅の三戦士불멸의 세 전사              |      |          |      |           | : 2023년 2월 12일 : 2023년 2월 15일   | 11권 98화  |
| 17화          | 守りたいもの지키고 싶은 것              |      |          |      |           | : 2023년 2월 19일 : 2023년 2월 22일   | 11권 103화 |
| 18화          | 不死身の死불사신의 죽음                 |      |          |      |           | : 2023년 2월 26일 : 2023년 3월 8일    | 11권 106화 |
| 19화          | そして日の出へ그리고 일출을 향해        |      |          |      |           | : 2023년 3월 5일 : 2023년 3월 15일    | 12권 112화 |
| 마지막 화(20) | 時代の終わり시대의 끝                   |      |          |      |           | : 2023년 3월 12일 : 2023년 3월 22일   | 12권 116화 |

## 후보 및 수상
| 발표년도 | 상                       | 부문      | 작품명          | 결과 | 참고  |
| -------- | ------------------------ | --------- | --------------- | ---- | ----- |
| 2017년   | 이 만화가 대단하다! 2018 | 남자편    | 불멸의 그대에게 | 3위  | [ 3 ] |
| 2018년   | 만화대상 2018            | -         | 불멸의 그대에게 | 5위  | [ 4 ] |
| 2019년   | 제43회 코단샤 만화상     | 소년 부문 | 불멸의 그대에게 | 수상 | [ 5 ] |